# The Bachelor's Club
The Bachelor's Club é um filme mudo britânico de 1921, do gênero comédia, dirigido por A. V. Bramble e estrelado por Ben Field, Ernest Thesiger e Mary Brough. Foi adaptado do romance de 1891 The Bachelor's Club, de Israel Zangwill.